# Wadąg (rzeka)
Wadąg – rzeka w północno-wschodniej Polsce, dopływ Łyny.
Wypływa jako Kanał Dymerski na południowy wschód od Biskupca, we wsi Gisiel. Przepływa przez jeziora: Kraksy, Dadaj, Tumiańskie, Jezioro Pisz, Wadąg. Główny dopływ – Kiermas.
Odcinek o nazwie Wadąg bierze swój początek w jeziorze Wadąg, które zbiera wody z kilku cieków:
- rzeka Pisa (z jeziora Pisz)
- rzeka Kośna (z jeziora Kośno)
- mniejsze strugi płynące na północy, m.in. Orzechowo

Wadąg uchodzi do Łyny w granicach administracyjnych miasta Olsztyn.

## Zlewnia rzeki
Zlewnia zbudowana jest z glin zwałowych oraz piasków i żwirów wodnolodowcowych. Miejscami występują piaski i mułki zastoiskowe. W dolinach występują torfy. Struktura użytkowania terenu zlewni jest zróżnicowana. Największą powierzchnię zajmują grunty orne. Lasy porastają głównie południowo-wschodnią część zlewni, a także tereny znajdujące się na zachód od jeziora Dadaj i w okolicach jeziora Pisz. Łąki i nieużytki występują przede wszystkim w obniżeniach terenu i w obrębie dolin rzecznych.

## Most na rzece Wadąg

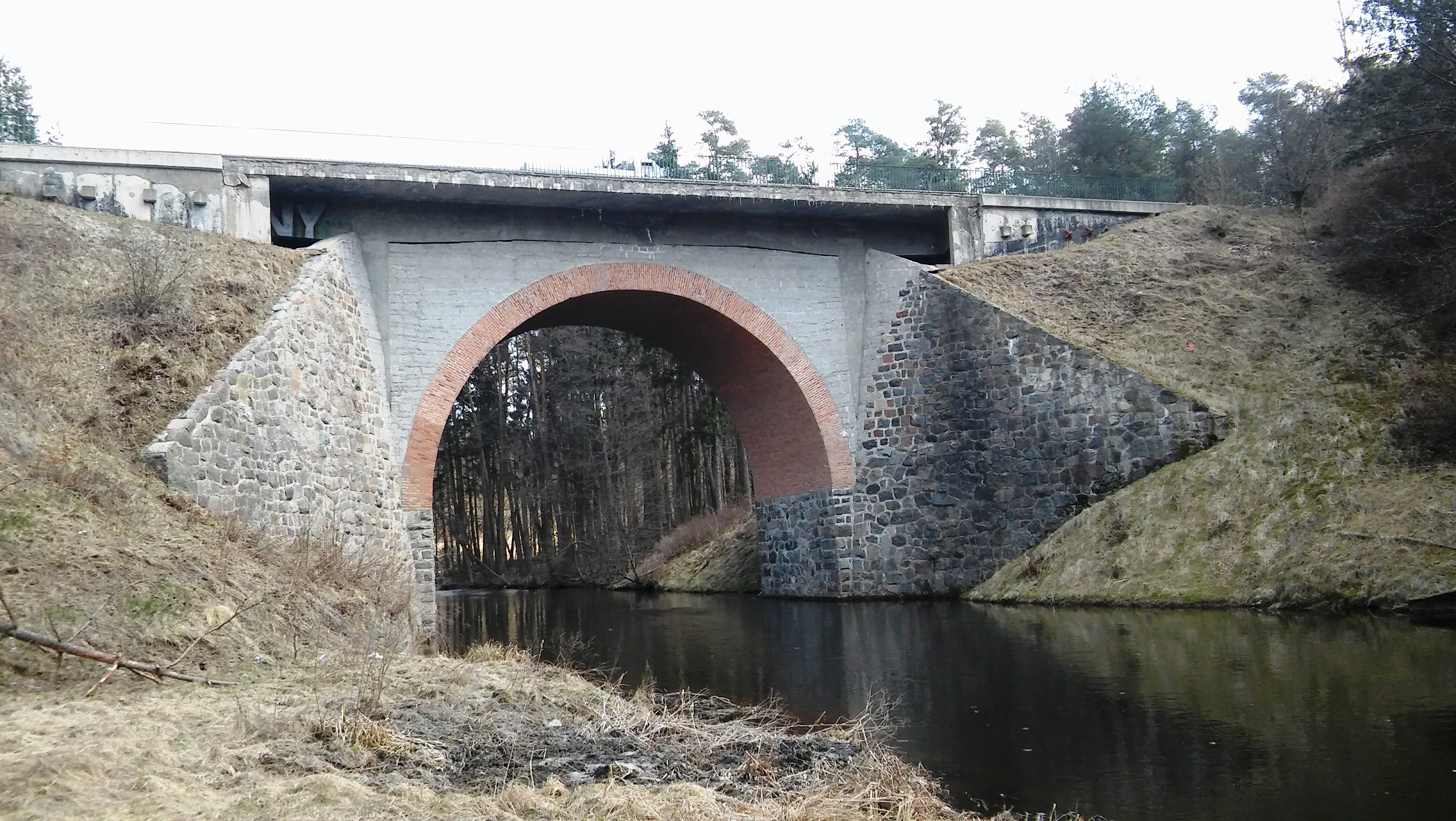
Most na rzece Wadąg

W 1859 rozpoczęto budowę drogi i zarazem mostu przez rzekę Wadąg na północ od Olsztyna. Pierwszy most po bardzo krótkim czasie zawalił się. Drugi oddano do użytku jesienią 1862 roku. W 1934 wybudowano w tym miejscu kolejny most, do którego budowy użyto bloków granitowych, cegieł oraz żelbetu. W 1949 most przeszedł kapitalny remont. Po modernizacji most pracował jako łuk ceglany, wsparty na kamiennych przyczółkach. Ze względu na postępujące uszkodzenia ceglanego sklepienia w 1975 roku nad obiektem nadbudowano tymczasowy, stalowy most. W latach 1986–1987 całość przebudowano, zmieniając konstrukcję i gabaryty. Była to rekonstrukcja stanu z 1949, wprowadzono jednak kilka zmian. Łuk mostu wykonano z betonu i olicowano cegłą, nowe są też przyczółki, choć wykorzystano do ich licowania kamienie z przyczółków starego mostu.
Most na rzece Wadąg w Dywitach występuje w scenie pościgu w 7. odcinku Podwójny nelson serialu Stawka większa niż życie. Scena przedstawia spadający do rzeki ze skarpy przy moście czarny mercedes nadradcy Gebhardta. Fragment ten pojawia się także na początku (3–10 sekunda) w czołówce każdego odcinka serialu.
Przez most przebiega droga krajowa nr 51.